# Alaska Milk Corporation

Alaska Milk Corporation (AMC) est une société laitière philippine fondée en 1972. Il a son siège à Makati.

## Histoire
En 1972, Holland Milk Products, Inc. (HOMPI) a été créée. Il s'agissait d'une coentreprise entre l'ancienne société mère d'AMC, General Milling Corporation (GMC), et Holland Canned Milk International B.V. (maintenant FrieslandCampina). HOMPI a d'abord fabriqué du lait liquide en conserve (lait évaporé et lait condensé). Il s'est finalement développé pour fabriquer du lait en poudre et du lait UHT.
En 1994, HOMPI est issue de GMC et incorporée sous le nom de Alaska Milk Corporation (AMC) sous le contrôle de Wilfred Uytengsu, Sr. Peu de temps après sa constitution, AMC a été inscrite à la Bourse des Philippines (PSE) en 1995.
Wilfred Steven Uytengsu, Jr., fils aîné de Wilfred Sr., a assumé le poste de président et chef de la direction en 2007. L'aîné Uytengsu est décédé en avril 2010 à l'âge de 82 ans.
En 2007, AMC a acquis l'activité de lait en conserve de Nestlé Philippines. L'acquisition comprenait les marques déposées Alpine, Liberty et Krem Top, ainsi que la licence de marque pour les marques Carnation et Milkmaid.
En 2012, FrieslandCampina a acquis le contrôle majoritaire d'AMC auprès de la famille Uytengsu. Le 5 novembre 2012, AMC a été radiée du PSE après que FrieslandCampina a complété son offre publique d'achat pour la participation de 98,1% dans la société. Auparavant, FrieslandCampina détenait une participation de 8,1% dans AMC. Wilfred Steven Uytengsu Jr. demeure président et chef de la direction.
En 2016, le lait en poudre Friso a été introduit aux Philippines.

## Marques
Marques actuelles
- Alaska
- Alpine
- Cow Bell
- Friso (sous licence de  FrieslandCampina)
- Krem-Top
- Liberty

Anciennes marques
- Carnation (2007-2021) (sous licence de  Nestlé)
- Milkmaid (2007-2021) (sous licence de  Nestlé)

## Équipes sportives
- Alaska Aces (équipe de basketball de la PBA)
- Alaska teamTBB Philippines (équipe de triathlon)
- Alaska Power Camp (camps de développement de basketball et de football)
- Alaska Ironkids Philippines (série de triathlon)
- Jr. NBA/Jr. WNBA Philippines - sous licence de NBA/WNBA